# Cecilio Bedia de la Cavallería
Cecilio Bedia de la Cavallería (Vivero, Lugo, 22 de noviembre de 1868 - Buenos Aires, Argentina, 18 de mayo de 1953) fue un militar español que estuvo al frente de la Guardia Civil entre 1932 y 1935, durante la Segunda República Española, a la que sirvió también durante la Guerra Civil, exiliándose al final de la misma, primero en Francia y finalmente en Argentina.

## Juventud y formación
Nació en 1868 en Vivero (Lugo), en el seno de una familia acomodada. Cursó Bachillerato en Lugo e ingresó en la Academia Militar de Artillería de Segovia en febrero de 1886. En 1889 obtiene la graduación de Primer Teniente y se incorpora al Ejército siendo destinado a varios puntos de la Península; asciende a capitán en 1898 y ocupa diversos cargos en el ámbito del Ejército, incluido el de profesor en la Academia de Sargentos. En 1911 asciende a comandante, siendo enviado a Mallorca.

## Dictadura de Primo de Rivera
Con el advenimiento del Directorio Militar del general Primo de Rivera, Bedia se convierte en uno de los principales militares críticos y disconformes con las arbitrariedades del dictador dentro de la molestia general que causa en gran parte del Arma de Artillería, en especial a partir de 1926, época que coincide con el ascenso de Bedia por antigüedad a coronel. Como castigo por el enfrentamiento, es suspendido de empleo y sueldo y finalmente enviado a prisión a Pamplona. Posteriormente, y debido a presiones, es amnistiado, pero el ministro de la Guerra (el Marqués de Tetuán) y el propio Primo de Rivera consiguen mandarle a la reserva, de la cual sale en 1930 con la caída del régimen, recuperando el servicio activo y ascendiendo al grado de general de brigada.

## Segunda República
Juró adhesión y fidelidad al nuevo régimen republicano desde su llegada en 1931, y desde el principio gozó de la confianza del presidente Manuel Azaña. En 1932 es nombrado inspector general de la Guardia Civil, relevando al general Cabanellas.

## Guerra Civil y exilio
Bedia ya estaba en la reserva cuando le sorprende el Golpe de Estado del 18 de julio de 1936 contra la República; se pone inmediatamente al servicio del Gobierno y se ocupa de la Jefatura de la Sección Motorizada del Ayuntamiento de Madrid. Posteriormente ocupa otros puestos de responsabilidad, entre ellos la Inspección General de Industrias Militares.
Con el final de la guerra se exilia pasando a Francia, donde recibe garantías para regresar a España, negándose a ello por su fidelidad al gobierno democrático republicano. Durante la Segunda Guerra Mundial trató de pasar a México y Chile, desde donde el propio presidente Juan Antonio Ríos solicitaba sus servicios; sin embargo el Gobierno de Vichy se opuso siempre a su salida. Una vez liberada Francia pasó a Argentina con su familia y se asentó en Buenos Aires, donde murió en 1953 a los 84 años.
| Predecesor: Miguel Cabanellas Ferrer (como Director General de la Guardia Civil) | Inspector general de la Guardia Civil 15 de agosto de 1932 - 15 de febrero de 1935 | Sucesor: Miguel Cabanellas Ferrer |